# Chỉ mục màu
Trong thiên văn học, chỉ mục màu là một biểu thức số đơn giản cho phép xác định màu sắc của một thiên thể, mà đối với các sao thì sẽ suy ra được nhiệt độ của chúng. Để đo chỉ số này, chúng ta phải quan sát cấp sao của thiên thể lần lượt qua hai bộ lọc khác nhau, như U và B, hoặc B và V, với U là bộ lọc nhạy với tia cực tím (ultraviolet), B là bộ lọc nhạy với ánh sáng xanh (blue light), và V là bộ lọc nhạy với ánh sáng khả kiến (visible (green-yellow) light) (xem thêm: hệ UBV). Tập hợp các bộ lọc này gọi là hệ thống trắc quang. Hiệu cấp sao thu được giữa các bộ lọc này được gọi tương ứng là chỉ mục màu U-B hoặc B-V. Chỉ mục màu càng nhỏ, thì thiên thể càng xanh hơn (hay nóng hơn). Ngược lại, chỉ mục màu càng lớn, thiên thể càng đỏ hơn (hay lạnh hơn). Điều này là hệ quả của thang đo cấp sao logarit, theo đó những thiên thể sáng hơn có cấp sao nhỏ hơn (giá trị càng âm) so với các thiên thể mờ hơn. Ví dụ, Mặt Trời màu vàng có chỉ mục B-V bằng 0,656±0,005, trong khi sao Rigel màu xanh có chỉ mục B-V -0,03 (cấp sao B của nó là 0,09 và cấp sao V là 0,12, B - V = -0,03).
Chỉ số màu của các thiên thể ở xa thường bị ảnh hưởng bởi sự tiêu tán ánh sáng (interstellar extinction) —như chúng đỏ hơn so với các ngôi sao ở gần hơn. Lượng đỏ hơn được đặc trưng bởi hệ số màu dư thừa (Interstellar reddening), xác định bằng hiệu giữa Chỉ mục màu quan sát được và Chỉ mục màu chuẩn (hay Chỉ mục màu nội tại), chỉ mục màu của ngôi sao mà không bị ảnh hưởng bởi sự tiêu tán ánh sáng.
Ví dụ, trong hệ trắc quang UBV ta có thể tính cho màu B-V:
{\displaystyle E_{B-V}=(B-V)_{\textrm {observed}}-(B-V)_{\textrm {intrinsic}}\,}
Hầu hết các nhà thiên văn quang học sử dụng các bộ lọc UBVRI, trong đó các bộ lọc U, B, và V đã nói ở trên, còn R là bộ lọc ánh sáng đỏ (red light), và I là bộ lọc ánh sáng hồng ngoại (infrared light). Hệ lọc này đôi khi được gọi là hệ lọc Johnson-Cousins, đặt tên theo những người đã nghĩ ra chúng (xem tham khảo). Những bộ lọc này được sắp xếp từ tổ hợp đặc biệt của các bộ lọc bằng thủy tinh và các ống quang điện. Michael S. Bessell đã đưa ra một tổ hợp các bộ lọc truyền qua cho các máy dò phản ứng phẳng, từ đó thu được kết quả tính toán về các chỉ mục màu. Để chính xác, cặp thích hợp của các bộ lọc được lựa chọn tuỳ thuộc vào nhiệt độ màu của vật thể: B-V là dành cho các thiên thể tầm trung, U-V cho các thiên thể nóng hơn, và R-I cho những thiên thể lạnh hơn.